# 古市橋駅
古市橋駅（ふるいちばしえき）は、広島県広島市安佐南区古市三丁目にある、西日本旅客鉄道（JR西日本）可部線の駅である。駅番号はJR-B07。

## 歴史
- 1910年（明治43年）
  - 11月19日：大日本軌道広島支社線（後の広浜鉄道線）が祇園停留場（現存せず） - 当駅間延伸時に終着駅として開設。一般駅[2]。
  - 12月25日：大日本軌道広島支社線当駅 - 太田川橋停留場（現・上八木駅）間延伸、途中駅となる。
- 1919年（大正8年）3月11日：大日本軌道広島支社から可部軌道の駅となる。
- 1926年（大正15年）5月1日：可部軌道から広島電気の駅となる。
- 1931年（昭和6年）7月1日：広島電気線から広浜鉄道の駅となる。
- 1936年（昭和11年）9月1日：広浜鉄道国有化、鉄道省可部線の駅となる[4]。
- 1960年（昭和35年）4月1日：貨物取扱廃止（旅客駅化）[2]。
- 1973年（昭和48年）5月1日：国鉄（→JR）の特定都区市内制度における「広島市内」の駅となる[5][注釈 1]。
- 1984年（昭和59年）2月1日：荷物扱い廃止[2]。
- 1987年（昭和62年）4月1日：国鉄分割民営化に伴い、西日本旅客鉄道（JR西日本）の駅となる[2]。
- 1991年（平成3年）
  - 4月1日：管轄が広島支社直轄（可部管理駅）から可部鉄道部へ変更[6]。
  - 11月1日：業務委託駅化[7]。
- 1992年（平成4年）11月1日：みどりの窓口営業開始[8]。
- 1994年（平成6年）8月20日：大町駅（アストラムラインとの乗換駅）新設に伴い、当駅折返し列車を緑井駅折返しに延長。
- 2000年（平成12年）3月27日：現駅舎に建替え[9]。
- 2006年（平成18年）
  - 7月1日：可部鉄道部廃止に伴い、管轄が広島支社直轄へ変更。
- 2007年（平成19年）
  - 7月14日：ICOCA対応簡易型自動改札機設置。
  - 9月1日：ICカード「ICOCA」が利用可能となる。
- 2023年（令和5年）
  - 9月30日：みどりの窓口営業終了[3][10]。
  - 10月1日：終日無人駅化[3]。

## 駅構造

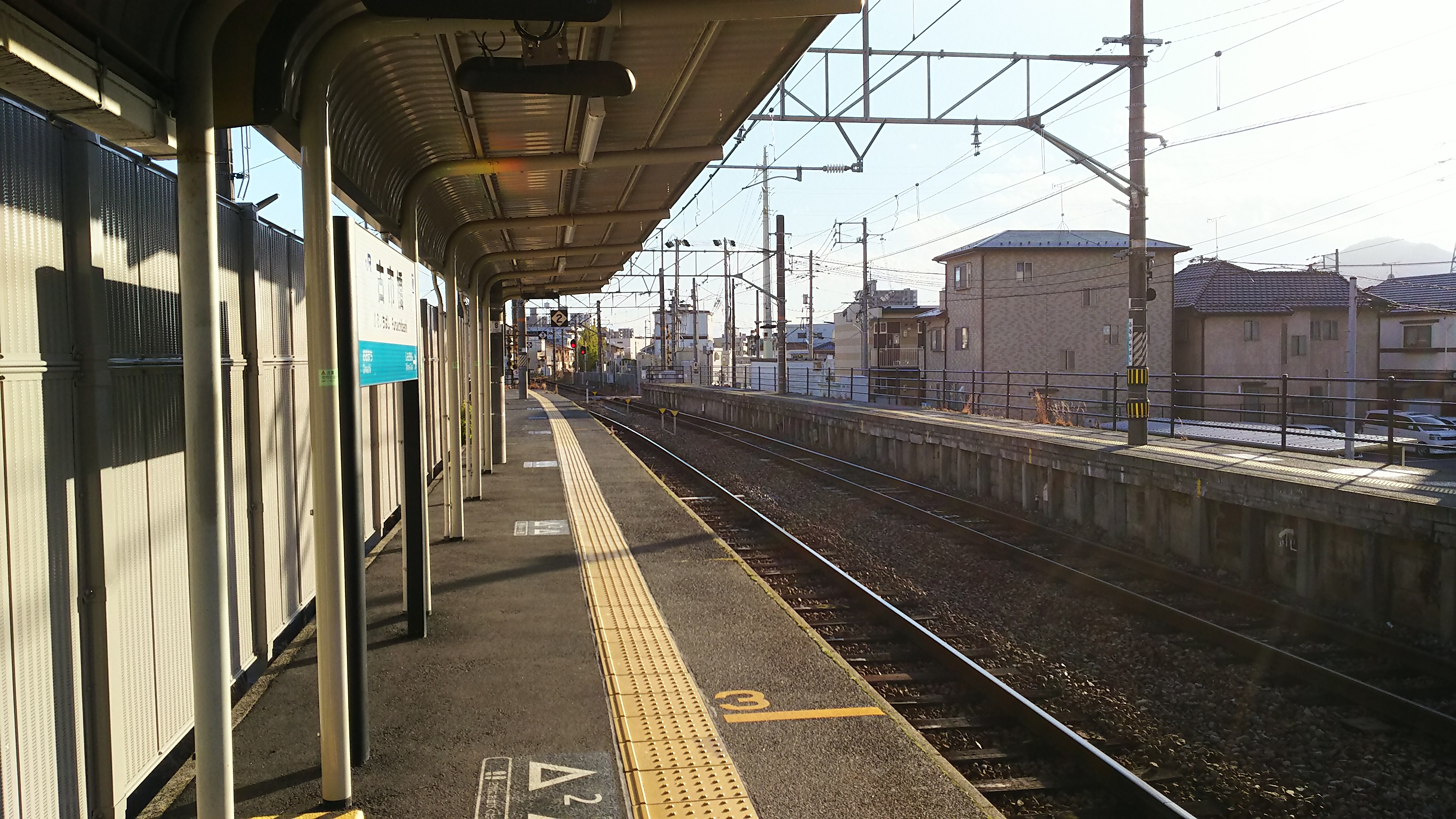
ホーム（2020年1月、奥が横川・広島方面）

相対式ホーム2面2線を有する列車交換可能な地上駅。駅舎は広島方面行ホーム可部寄りにあり、両ホームは構内踏切で連絡している。簡易型自動改札機が設置されている。
無人駅。自動券売機が設置されている。無人駅化前は、業務委託駅（JR西日本中国交通サービス受託）で、みどりの窓口が設置されていた。ICOCA（相互利用可能ICカードはICOCAの項を参照）が利用可能。JR特定都区市内制度における「広島市内」の駅である。

### のりば
| のりば | 路線   | 方向 | 行先           |
| ------ | ------ | ---- | -------------- |
| 1      | 可部線 | 上り | 横川・広島方面 |
| 2      | 可部線 | 下り | あき亀山方面   |

## 利用状況
以下の情報は、「広島市統計書」及び「広島市勢要覧」に基づいたデータである。
| 年度               | 1日平均 乗車人員 | 年度毎 総数 | 定期券 総数 | 普通券 総数 |
| ------------------ | ---------------- | ----------- | ----------- | ----------- |
| 1968年（昭和43年） | 1,223.9          | 893,468     | 758,258     | 135,210     |
| 1969年（昭和44年） | 1,187.5          | 866,887     | 736,836     | 130,051     |
| 1970年（昭和45年） | 1,275.5          | 931,092     | 760,870     | 170,222     |
| 1971年（昭和46年） | 1,285.3          | 940,832     | 774,254     | 166,578     |
| 1972年（昭和47年） | 1,175.4          | 858,044     | 703,590     | 154,454     |
| 1973年（昭和48年） | 1,537.9          | 1,122,679   | 874,368     | 248,311     |
| 1974年（昭和49年） | 1,655.5          | 1,208,486   | 939,774     | 268,712     |
| 1975年（昭和50年） | 1,611.1          | 1,179,327   | 853,890     | 325,437     |
| 1976年（昭和51年） | 1,704.8          | 1,244,534   | 906,612     | 337,922     |
| 1977年（昭和52年） | 1,563.3          | 1,141,210   | 803,704     | 337,506     |
| 1978年（昭和53年） | 1,570.4          | 1,146,366   | 826,482     | 319,884     |

以上の1日平均乗車人員は、乗車数と降車数が同じであると仮定し、年度毎総数を365（閏年が関係する1971・1975年は366）で割った後で、さらに2で割った値を、小数点第二位で四捨五入。小数点一位の値にした物である。
| 年度                | 1日平均 乗車人員 |
| ------------------- | ---------------- |
| 1979年（昭和54年）  | 1,467            |
| 1980年（昭和55年）  | 1,357            |
| 1981年（昭和56年）  | 1,225            |
| 1982年（昭和57年）  | 1,153            |
| 1983年（昭和58年）  | 1,104            |
| 1984年（昭和59年）  | 1,183            |
| 1985年（昭和60年）  | 1,262            |
| 1986年（昭和61年）  | 1,479            |
| 1987年（昭和62年）  | 1,801            |
| 1988年（昭和63年）  | 2,115            |
| 1989年（平成 元年） | 2,119            |
| 1990年（平成02年）  | 2,521            |
| 1991年（平成03年）  | 2,852            |
| 1992年（平成04年）  | 3,177            |
| 1993年（平成05年）  | 3,515            |
| 1994年（平成06年）  | 2,669            |
| 1995年（平成07年）  | 1,795            |
| 1996年（平成08年）  | 1,697            |
| 1997年（平成09年）  | 1,613            |
| 1998年（平成10年）  | 1,620            |
| 1999年（平成11年）  | 1,642            |
| 2000年（平成12年）  | 1,633            |
| 2001年（平成13年）  | 1,607            |
| 2002年（平成14年）  | 1,581            |
| 2003年（平成15年）  | 1,613            |
| 2004年（平成16年）  | 1,595            |
| 2005年（平成17年）  | 1,580            |
| 2006年（平成18年）  | 1,617            |
| 2007年（平成19年）  | 1,655            |
| 2008年（平成20年）  | 1,673            |
| 2009年（平成21年）  | 1,685            |
| 2010年（平成22年）  | 1,617            |
| 2011年（平成23年）  | 1,628            |
| 2012年（平成24年）  | 1,700            |
| 2013年（平成25年）  | 1,740            |
| 2014年（平成26年）  | 1,817            |
| 2015年（平成27年）  | 1,819            |
| 2016年（平成28年）  | 1,819            |
| 2017年（平成29年）  | 1,848            |
| 2018年（平成30年）  | 1,853            |
| 2019年（令和 元年） | 1,849            |
| 2020年（令和02年）  | 1,605            |
| 2021年（令和03年）  | 1,676            |
| 2022年（令和04年）  | 1,888            |

乗車数グラフ
アストラムライン開通以前は沿線に高校・大学がある方面へむけて路線バスが多数運行され、ラッシュ時には当駅折返し列車も設定される等、定期利用客が非常に多い駅だった。1994年8月のアストラムライン開通に伴い、その役目を隣駅の大町駅及びアストラムラインに譲り、折返し列車も消滅した。また、2004年10月 - 2012年3月まで夕方ラッシュ時に運行されていた、快速「通勤ライナー」は通過していた。

## 駅周辺
- 広島市安佐南区役所
- 安佐南区民文化センター
  - 広島市立安佐南区図書館
- 広島県立祇園北高等学校
- 広島市立古市小学校
- 古市郵便局
- 広島銀行古市支店
- もみじ銀行古市支店
- 伊予銀行広島北支店
- フジ古市店
- ドン・キホーテ 広島祗園店
- 広島県安佐南警察署
- 下古市停留所：駅から東へ約230m。運行路線は「バス路線」を参照。

## バス路線
当駅隣接の「古市橋駅前」停留所のある広島県道277号古市広島線（旧道）を経由するバス路線は広島交通川内線のみであり、平日日中に大町駅行が1本設定されている他は全て広島駅 - 安佐大橋（矢口駅前）間を往復するバスが運転されている。川内線は「下古市（旧道）」停留所も経由する。
駅東側を通る国道183号（可部街道）には「下古市」停留所があり、広島交通・広電バスの複数路線が経由する。
古市橋駅前 バス停（安佐大橋方面）
- 71-6 川内線（安佐大橋）（広島交通） 上古市・矢口駅前方面

古市橋駅前 バス停（下祗園方面）
- 71H 下祗園方面（広島交通）

下古市 バス停（中緑井方面）
- 70 毘沙門台（）・サンハイツ線（広島交通） びしゃもん台・サンハイツ方面
- 70 あさひが丘線（広電バス） 上安駅・安佐動物公園・あさひが丘・沼田高校方面
- 72 桐陽台（）・大林線（広島交通） 中須・中緑井方面
- 72 南原（）線（中緑井経由）（広島交通） 中須・中緑井方面
- 72 上根・吉田線（広電バス） 中須・中緑井方面
- 73 勝木線（広島交通） 中須・中緑井方面
- 73 豊平・琴谷線（広電バス） 中須・中緑井方面
- 74 南原線（佐東バイパス経由）（広島交通） 中須・佐東出張所口方面
- 74 上原（）線（佐東バイパス経由）（広島交通） 中須・佐東出張所口方面
- 74 三段峡線（佐東バイパス経由）（広電バス） 中須・佐東出張所口方面
- 75 三段峡線（高速道経由）（広電バス） 古市駅・戸河内方面

下古市 バス停（祇園出張所前方面）
- 70,72,73,74,75（広島交通・広電バス） 横川駅前方面

下古市（旧道）バス停（安佐大橋方面）
- 71-6 川内線（安佐大橋）（広島交通） 上古市・矢口駅前方面

下古市（旧道）バス停（下祗園方面）
- 71H 下祗園方面（広島交通）

## 隣の駅
西日本旅客鉄道（JR西日本）
 可部線
下祇園駅 (JR-B06) - 古市橋駅 (JR-B07) - 大町駅 (JR-B08)